# Grégory Rast
Grégory Rast (født 17. januar 1980) er en schweizisk tidligere professionel cykelrytter.